# Jadwiga Dzido
Jadwiga Dzido, née le 26 janvier 1918 et morte à Varsovie le 10 décembre 1985, est une membre de l'Armia Krajowa qui fut victime des expériences des médecins nazis lors de son internement à Ravensbrück. Elle témoigne lors du procès des Médecins en 1946.

## Biographie
Fille de Katarzyna et Jósef Dzido, son père meurt pendant la Première Guerre mondiale et sa mère prend un emploi d'assistante en pharmacie à Łuków pour subvenir aux besoins de sa famille.
En 1937, Jadwiga Dzido commence des études de pharmacologie à l'université de Varsovie mais doit abandonner en deuxième année lorsque la Seconde Guerre mondiale est déclenchée. Rentrée à Łuków pour les vacances, elle y reste et travaille dans une pharmacie.
Elle rejoint la Résistance intérieure polonaise à l'automne 1940 en tant que courrier, elle est arrêtée par la Gestapo le 28 mars 1941 pour avoir livré des poisons aux membres de la Résistance, poisons qui ont servi à tuer des soldats allemands. Interrogée et torturée pendant six semaines dans le bâtiment de la Gestapo situé dans le château de Lublin, elle est finalement envoyée à Ravensbrück en tant que prisonnière politique le 23 septembre 1941. Elle ne reçoit aucun procès lors de ses mois d'emprisonnement à Lublin. Chargée du transport de matériaux de construction, Jadwiga Dizdo est ensuite assignée à une fabrique de chaussures.
Jadwiga Dzido est opérée pour la première fois le 22 novembre 1942 par la doctoresse Herta Oberheuser. Cette dernière lui injecte des staphylocoques dorés ainsi que des bactéries pyrogènes dans la jambe gauche. Elle est également blessée volontairement au niveau de la jambe droite, l'incision infectée par des bactéries, de la saleté et des morceaux de verre pour simuler des blessures reçues sur le champ de bataille par les soldats allemands. Traitée avec des sulfamides, elle met cinq mois à s'en remettre. Pendant toute cette période, elle délire. Dans son ouvrage If This Is A Women, Sarah Helm raconte comment une des camarades de Dzido, Eugenia Mikulska, lui sauve la vie en convainquant Oberheuser de ne pas la tuer malgré son état.
Le 15 août 1943, avec plusieurs autres victimes d'expérimentations, Jadwiga Dzido s'oppose à la réquisition de dix prisonnières par les femmes médecins, craignant pour leur vie, cinq de leurs camarades étant mortes des suites de leurs opérations et six autres ayant été exécutées par les gardiennes car trop malades. En représailles, les dix femmes sont quand mêmes emmenées et les autres femmes sont enfermées dans leur block sans nourriture pendant trois jours.
Jadwiga Dzido est finalement libérée par l'Armée américaine le 28 avril 1945.
De retour à Varsovie, elle retourne à l'Université et finit son cursus en pharmacologie.
En décembre 1946, Jadwiga Dzido témoigne lors du procès des Médecins à Nuremberg, où 23 anciens médecins SS (dont la doctoresse Oberheuser) sont jugés pour crimes de guerre et crime contre l'humanité. Les images à rayons X de ses blessures servent de pièces à conviction tout comme son témoignage.
Elle meurt le 10 décembre 1985 à Varsovie.